# Ringarum
Ringarum – miejscowość (tätort) w Szwecji, w regionie administracyjnym (län) Östergötland, w gminie Valdemarsvik.
Według danych Szwedzkiego Urzędu Statystycznego liczba ludności wyniosła: 605 (31 grudnia 2015), 630 (31 grudnia 2018) i 621 (31 grudnia 2019).